# Johannes Siir
Johannes Siir (ur. 11 maja 1889 w Koldze w prowincji Harjumaa, zm. 18 stycznia 1941 w Tallinnie) – estoński strzelec, medalista mistrzostw świata.

## Życiorys
W 1906 roku ukończył szkołę parafialną w Koldze, w 1907 roku Petersburską Szkołę Pedagogiczną, w 1915 roku 2. Szkołę Chorążych w Moskwie. W 1924 roku zaliczył kurs dla oficerów, natomiast w 1933 roku ukończył naukę w wyższej szkole wojskowej. 
W latach 1906–1914 był nauczycielem w szkole wiejskiej. Uczestniczył w walkach podczas I wojny światowej i wojny estońsko-bolszewickiej. W latach 1925–1926 naczelnik garnizonu Valga. Między 1927 a 1936 rokiem kierownik szkoły podoficerskiej, natomiast w latach 1936–1940 był w wojsku estońskim inspektorem piechoty sztabu generalnego w stopniu pułkownika.
Siir uczestniczył w mistrzostwach świata w strzelectwie w 1931 roku, gdzie zdobył brązowy medal w karabinie dowolnym leżąc z 300 m – przegrał wyłącznie ze Svenem Lindgrenem i Kullervo Leskinenem. Był to pierwszy medal strzeleckich mistrzostw świata zdobyty przez jakiegokolwiek reprezentanta Estonii. Na turnieju w 1931 roku sklasyfikowany był jeszcze w 8 konkurencjach, jednak tylko w zawodach drużynowych zajął miejsca w czołowej dziesiątce mistrzostw. W 1931 roku był indywidualnym rekordzistą Estonii. W latach 1932–1939 był w sztabie trenerskim strzeleckiej reprezentacji Estonii. W latach 1935–1937 przewodniczący komitetu roboczego Estońskiego Związku Strzeleckiego, zaś od 1937 do 1940 roku wiceprzewodniczący. Był autorem wielu artykułów i publikacji na temat strzelectwa i łowiectwa w gazetach i czasopismach estońskich.
Odznaczony Orderem Krzyża Wolności (1922), Orderem Krzyża Białego Związku Obrony III klasy, Orderem Krzyża Orła III klasy (oba w 1935 roku) i Orderem Białej Róży Finlandii (1937).

## Wyniki

### Medale na mistrzostwach świata
Opracowano na podstawie materiałów źródłowych:
| Mistrzostwa | Konkurencja                  | Wynik    | Miejsce |
| ----------- | ---------------------------- | -------- | ------- |
| Lwów 1931   | Karabin dowolny leżąc, 300 m | 388 pkt. |         |